# Lagune Cáceres
La Lagune Cáceres ou Laguna Cáceres est un lac situé en Bolivie qui est relié au Río Paraguay par un canal, le Canal Tamengo, lequel est actuellement le principal accès de la Bolivie au Río Paraguay.
Elle est située dans le département de Santa Cruz, dans la province Germán Busch, à une altitude approximative de 120 mètres. Elle se trouve près de la ville bolivienne de Puerto Suárez. Sa superficie est de quelque 200 km². 

## Système d'alimentation
Le système Tamengo est un canal naturel qui apporte l'eau depuis le río Paraguay vers la Lagune Cáceres. Sur la rive sud-ouest de la lagune se trouve Puerto Suárez. Sur le canal sont construites les localités de Central Aguirre et de Puerto Quijarro.
Depuis son embouchure dans le Paraguay, le canal parcourt 4 km en territoire brésilien, puis traverse la frontière bolivienne jusqu'à la lagune Cáceres. Le débit qui passe par le canal est fonction de la différence de niveau entre l'embouchure du canal du côté de la lagune Cáceres et l'autre embouchure du côté Río Paraguay. Ainsi la lagune est alimentée par le canal Tamengo et par les apports des cours d'eau de son propre bassin. Elle se vide par inversion du courant dans le canal Tamengo. Près de la lagune sont situées des zones inondables qui se retrouvent sous eau, lors des crues du río Paraguay et inversement, elles s'assèchent lors de l'étiage de ce dernier (sauf crues particulières des affluents propres de la lagune). C'est un système identique à celui du Tonlé Sap cambodgien vis-à-vis du Mékong.
La superficie de son bassin propre d'alimentation est de 5 853 km2.